# Flap intimale

Il flap intimale è lo scollamento della lamina elastica della tonaca media arteriosa. Si tratta di una manifestazione associata alla dissecazione aortica ed evidenziata con l'ecocardiografia.
Si parla di flap flottante quando il lembo scollato ondeggia e viene rivelato mediante ecocardiografia con proiezioni multiple onde evitare falsi positivi.